# Lythria sordidaria
Lythria sordidaria är en fjärilsart som beskrevs av Zetterstedt sensu Prout 1914. Lythria sordidaria ingår i släktet Lythria och familjen mätare. Inga underarter finns listade i Catalogue of Life.